# Pyrostria antsirananensis
Pyrostria antsirananensis är en måreväxtart som beskrevs av Razafim., Lantz och Birgitta Bremer. Pyrostria antsirananensis ingår i släktet Pyrostria och familjen måreväxter.
Artens utbredningsområde är Madagaskar. Inga underarter finns listade i Catalogue of Life.